# 藤田崇
藤田 崇（ふじた たかし、1935年4月22日 - 2020年11月16日）は、日本の土木・地質学者。理学博士（大阪市立大学）。大阪工業大学名誉教授。日本地形学連合元会長・名誉会員。日本地質学会名誉会員。斜面災害対策における地質学的研究の第一人者の一人。瑞宝中綬章受章。
専門は、土木地質学・防災工学（特に斜面災害）、地学・地すべり学・測量学。

## 略歴
1935年島根県生まれ。1958年大阪市立大学理工学部地学科卒業。のちに、大阪市立大学（現：大阪公立大学）大学院にて理学博士（大阪市立大学）。原子燃料公社（現：日本原子力研究開発機構JAEA）にて、地質探査・研究に従事。1973年大阪工業大学工学部土木工学科に助手として着任。その後、講師・助教授を経て、1975年同学科教授。2001年大阪工業大学名誉教授。2014年秋の叙勲で瑞宝中綬章を受章。2020年11月16日、急性肺炎による呼吸器不全のため逝去。
大阪工業大学工学部土木工学科にて、25年以上の長きに渡り教鞭を執り、地形学・応用地質学（特に斜面災害）の研究育成に貢献した。斜面災害対策における地質学的研究の第一人者の一人。
主な所属学会は、土木学会、日本地形学連合、日本地質学会、日本応用地質学会、日本地すべり学会。主な受賞は、日本地形学連合および日本地質学会名誉会員、日本地すべり学会学会賞(1996)。

## 主な著書
- 斜面地質学：その研究動向と今後の展望（共著、日本応用地質学会1999、学術書）[5]
- 斜面崩壊 地質学論集28号（編集責任者、日本地質学会、学術書）
- 地すべりと地質学（編著、古今書院2002、学術書）

## 主な研究
- 斜面変動現象に基づく地質構造の解析の研究[6]
- 斜面地質学・斜面災害の研究
- 豪雨による広域道路災害の危険度予測 - 京都大学防災研究所との共同研究[7]
- 地すべり変動による地形変化
- 大阪府柏原市亀の瀬地すべりの研究
- 生駒断層CDP法探査とその結果に基づく二次的表面波の生成と断層活動の予測の研究[8]